# Spirit (együttes)
A Spirit amerikai progresszív/pszichedelikus rock/fúziós jazz zenekar volt. 1967-ben alakultak Los Angelesben. Kisebb-nagyobb megszakításokkal 1997-ig működtek.
Az együttes Twelve Dreams of Dr. Sardonicus című lemeze bekerült az 1001 lemez, amelyet hallanod kell, mielőtt meghalsz című könyvbe. Az album továbbá arany minősítést ért el. Legismertebb daluknak az I Got a Line on You számít, amely a huszonötödik helyre került az amerikai Top 100-as slágerlistán, Kanadában pedig a huszonnyolcadik helyre jutott.
Zenéjükben a blues, a country és a folk elemei is hallhatóak.

## Tagok
Eredeti felállás
- Randy California - gitár, ének(1967–72, 1972–73, 1974–79, 1982–97; 1997-ben elhunyt)[4]
- Ed Cassidy - dob (1967–72, 1972–73, 1974–79, 1982–97; 2012-ben elhunyt)[5]
- John Locke - billentyűk (1967–72, 1976, 1982–85, 1988–89; 2006-ban elhunyt)[6]
- Mark Andes - basszusgitár(1967–71, 1974, 1976, 1982–85, 1988–89)
- Jay Ferguson - ének, ütős hangszerek(1967–71, 1976, 1982–85)

### További tagok
A Sardonicus album után többen is megfordultak a zenekarban. Ők a fontosabb közreműködők:
- John Arliss - basszusgitár (1971)
- Al Staehely - basszusgitár, ének (1971–73)
- John Christian Staehely - gitár, ének (1971–73)
- Stu Perry - dob (1972–73)
- Scott Shelly - gitár, ének (1973–74)
- Donnie Dacus - gitár, ének (1973–74)
- Steve Olitski - billentyűk (1973–74)
- Steve Edwards - gitár, ének (1973–74)
- Barry Keene - basszusgitár (1974–76)
- Benji - billentyűk (1975)
- Matt Andes - gitár, ének (1976, 1995–97)
- Larry "Fuzzy" Knight - basszusgitár, ének (1972-73, 1976–79)
- Terry Anderson - ének (1976–77)
- Scott Monahan - billentyűk, basszusgitár, ének (1985–88, 1990–95)
- Dave Waterbury - basszusgitár, ének (1985–88)
- Mike Nile - basszusgitár, ének (1988–93)
- George Valuck - billentyűk (1990–95)
- Steve "Liberty" Loria - basszusgitár, ének (1993–97)
- Rachel Andes - ének (1995–97)
- Walter Egan - basszusgitár, ének (1997)

## Diszkográfia
- Spirit (1968)
- Clear (1969)
- Twelve Dreams of Dr. Sardonicus (1970)
- Feedback (1972)
- Spirit of '76 (1975)
- Son of Spirit (1975)
- Farther Along (1976)
- Future Games (1977)
- The Adventures of Kaptain Kopter & Commander Cassidy in Potato Land (1981)
- The Thirteenth Dream/Spirit of '84 (1984)
- Rapture in the Chambers (1989)
- Tent of Miracles (1990)
- California Blues (1996)
- Model Shop (filmzene, 2005)